# Вертикальна межа
«Вертикальна межа» (англ. Vertical Limit) — американський фільм 2000 року, режисера Мартіна Кемпбелла.

## Сюжет
Група альпіністів опинилася похованою живцем у міжгір'ї біля вершини K2, другої після Евересту гори світу. На такій висоті їм залишалося жити лічені години. Шестеро відчайдушних сміливців вирішують піднятися на фатальну позначку, щоб визволити їх із крижаної могили. Але для цього їм доведеться обігнати свою головну суперницю, яка вже спускається по схилах задушливим холодом і несподіваними лавинами — саму смерть.

## У ролях
- Кріс О'Доннелл — Пітер Гарретт
- Робін Танні — Енні Гарретт
- Стюарт Вілсон — Ройя Гаррет
- Темуера Моррісон — майор Расул
- Ніколас Ліа — Том Макларен
- Скотт Гленн — Монтгомері Вік
- Ізабелла Скорупко — Монік Обертін
- Бен Мендельсон — Малкольм Бенч
- Стів Ле Маргуанд — Сиріл Бенч
- Білл Пекстон — Елліот Вон
- Александер Сіддінг — Карім
- Рошан Сет — полковник Амір Салім

## Виробництво
Відомий альпініст Ед Вістурс грає самого себе у фільмі. Він також працював тренером для акторів.
Актори виконували багато власних трюків самостійно.
Бену Деніелсу запропонували роль, але він відмовився.